# Геологическое общество Лондона
Геологическое общество Лондона (англ. Geological Society of London; Geological Society; GSL) — первое в мире геологическое научное общество, целью которого было и является исследование Земли. С 1807 года историческая миссия общества — помочь геологам познакомиться друг с другом, стимулируя их рвение, побуждая следовать единым принципам, и облегчая получение новых фактов и открытий путём общения.
Общество является членом Европейской федерации геологов, связано с Международным союзом геологических наук.

## История

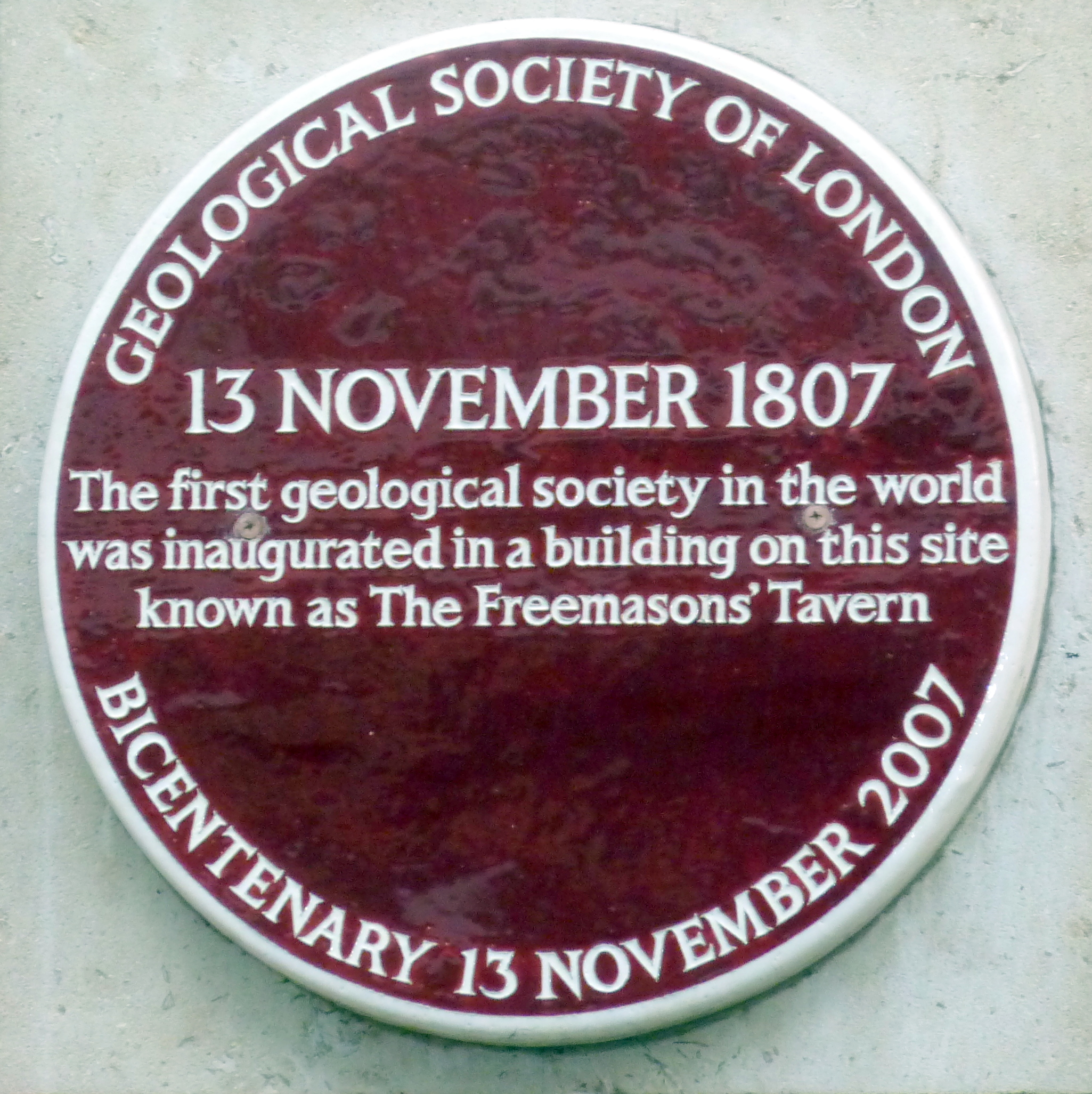
Первое в мире геологическое общество

В 1807 году общество основали 13 учёных, собравшихся в таверне. Среди знаменитых учредителей были У. Бабингтон, Г. Дэви, Д. Гринаф, Д. Паркинсон и А. Эйкин. Они продолжали ежемесячно собираться обеда, во время которого обсуждали вопросы геологии.
В 1825 году это Общество получило королевскую привилегию от Георга IV и официальное признание.
В 1839 году в обществе состояли уже 750 членов. Когда женщинам ещё запрещалось регулярное членство в обществе, палеонтологу Мэри Эннинг было предоставлено почётное исключение.
С 1874 года резиденция Общества расположена в Бёрлингтон-хаусе на улице Пикадилли, в Лондоне. Общество является членом Британского научного совета (Science Council).

## Награды Общества
Общество награждает раз в год медалями за выдающиеся научные заслуги в области геологических наук:
- С 1831 года — Медаль Волластона — первая и высшая геологическая награда в мире.
- С 1871 года — Медаль Мурчисона
- С 1876 года — Медаль Лайеля
- С 1877 года — Медаль Бигсби
- C 1903 года — Медаль Прествича
- C 1977 года — Медаль Уильяма Смита
- C 1988 года — Медаль Сью Тейлера Фридмана.

## Издательская работа

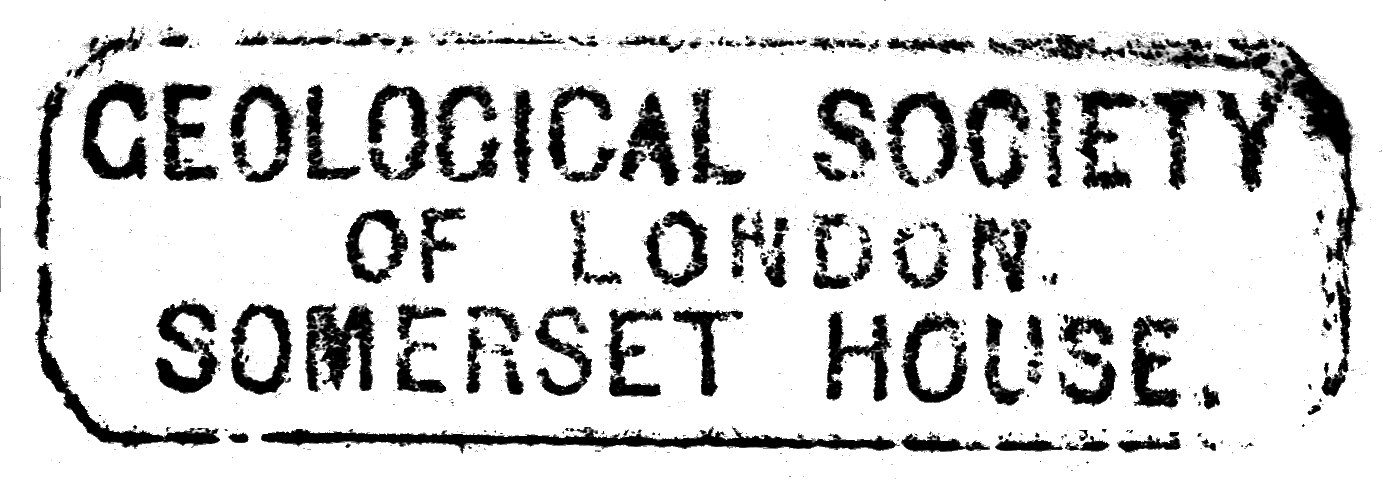
Экслибрис Общества

Геологическое общество Лондона имеет собственное некомерческое издательство — Geological Society Publishing House.
Общество сотрудничает с Европейской ассоциацией геологов и инженеров (EAGE) в издательстве журнала Petroleum Geoscience.

### Журналы
Общество публикует несколько журналов, среди них:
- Journal of the Geological Society[англ.]
- Quarterly Journal of Engineering Geology and Hydrogeology[англ.].
- Geoscientist for Fellows

Оно также имеет долю в журнале Geology Today, издательства Blackwell Science.

### Книжные серии
Книжные серии предназначены для статей, которые слижком большие, чтобы включать их в журналы.
Выходят постоянные книжные серии (Geological Society: Book series):
- Special Publications («Специальная публикация: [Тема]») — тома сборников и монографий по различным конкретным темам геологических наук, кроме инженерной геологии. C 1964 года вышло более 500 томов специальных публикаций по геологии по истории геологических наук[4].
- Engineering Special Publications — тома специальных публикаций по различным темам инженерной геологии.
- Memoirs («Мемуары») — старейшая серия книг общества (с 1958), представляет собой исчерпывающие трактовки геологических тем признанными экспертами в своей области.
- Geology of … («Геология [название]») — серия книг посвящённая геологии различных регионов (например «Геология Японии»).

## Иностранные члены из России и СССР
Иностранные члены и почётные члены общества (по году принятия):
- Амалицкий, Владимир Прохорович[уточнить]
- Криштофович, Африкан Николаевич (1946)[5]
- Цагарели, Арчил Лукич (1975)
- Дзоценидзе, Георгий Самсонович (1975)
- Хаин, Виктор Ефимович [уточнить]